# Ménil-sur-Belvitte
Ménil-sur-Belvitte è un comune francese di 319 abitanti situato nel dipartimento dei Vosgi nella regione del Grand Est.

## Società

### Evoluzione demografica
Abitanti censiti